# .gi
gi. دامنه اینترنتی اختصاص داده شده به جبل‌طارق است.